# Distrikt Córdova
Der Distrikt Córdova liegt in der Provinz Huaytará der Region Huancavelica in Südwest-Zentral-Peru. Der Distrikt hat eine Fläche von 104,59 km². Beim Zensus 2017 lebten 1005 Einwohner im Distrikt. Im Jahr 1993 lag die Einwohnerzahl bei 1099, im Jahr 2007 bei 2101. Die Distriktverwaltung befindet sich in der 3216 m hoch gelegenen Ortschaft Córdova mit 289 Einwohnern (Stand 2017). Córdova liegt 52 km südsüdöstlich der Provinzhauptstadt Huaytará.

## Geographische Lage
Der Distrikt Córdova liegt an der Westflanke der peruanischen Westkordillere im Süden der Provinz Huaytará. Der Río Huaranga (später Río Tibillo und Río Santa Cruz), ein rechter Nebenfluss des Río Grande, hat sein Quellgebiet im Distrikt.
Der Distrikt Córdova grenzt im Westen und Nordwesten an den Distrikt San Isidro, im Norden an den Distrikt Laramarca, im Osten an den Distrikt Ocoyo sowie im Süden an die Distrikte Tibillo (Provinz Palpa) und Yauca del Rosario (Provinz Ica).